# Митридатови войни
Митридатови войни са наречени трите войни, водени между Рим и Понтийското царство на Митридат VI Евпатор. Наречени са митридатови по името на последения цар на Понтийското царство, голям военачалник и противник на Рим.
- Първата война се случва между 88 и 84 пр.н.е. Римските легиони са командвани от Луций Корнелий Сула. Най-тежките битки са при Херонея и Орхомен в 86 пр.н.е. Войната завършва с победа за Рим и мирен договор от 85 пр.н.е. от град Дардан.
- Втората Митридатова война е между 83 и 81 пр.н.е. Тогава римските войски са предвождани от Луций Лициний Мурена, а войната свършва след поражение на римляните и заповед на Сула да се оттеглят.
- Третата Митридатова война е от 75 до 63 пр.н.е. и легионите са водени от Луций Лициний Лукул до 65 пр.н.е. и от Помпей Велики от 66 до 63 пр.н.е. Войната свършва с пълно поражение за Понтийското царство, а Митридат бяга в Боспорското царство, където се самоубива поради страх да не бъде предаден на римляните.